# Scille de printemps
Tractema verna
Espèce
Classification phylogénétique
La scille de printemps (Tractema verna (Huds.) Speta) est une plante à fleurs de petite taille appartenant à la famille des Liliaceae selon la classification classique, à celle des Hyacinthaceae selon la classification phylogénétique APG II (2003) et à celle des Asparagaceae selon la classification phylogénétique APG III (2009).
Il s'agit d'une espèce européenne à distribution strictement atlantique. Elle se rencontre essentiellement sur les pelouses naturelles sèches et rases.
Synonyme :
- Scilla verna Huds.

## Description
Plante herbacée vivace de petite taille (5 à 25 cm), glabre dans toutes ses parties, elle se développe à partir d'un petit bulbe de couleur blanchâtre. Situées à la base, les feuilles, au nombre de 3 à 6, sont linéaires (larges de 3 à 6 mm) et plutôt charnues. Les fleurs, qui apparaissent d'avril à juin, sont portées par une tige grêle et sont de couleur bleu violacé ; peu nombreuses, elles forment un petit corymbe à allure d'ombelle.

## Écologie

### Répartition
La distribution de la scille de printemps, exclusivement ouest européenne, s'étend du Portugal à la Norvège, en incluant l'Espagne, la France, la Grande-Bretagne, l'Irlande et les îles Féroé.
Au sud de cette aire, elle peut pénétrer plus ou moins profondément dans l'intérieur des terres : Espagne, moitié occidentale de la chaîne pyrénéenne, départements des Landes, de la Corrèze, de la Creuse. Plus au nord, c'est-à-dire à partir du Finistère, elle devient presque exclusivement littorale. Elle est rare au Portugal et évite très majoritairement les côtes de la Manche et de la mer du Nord.

### Habitat

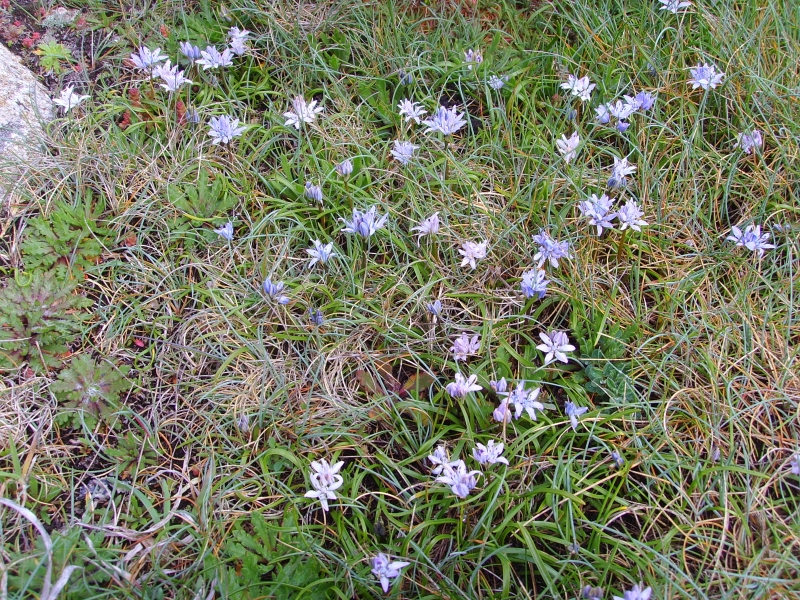
Floraison des scilles de printemps en avril dans les pelouses naturelles de la pointe du Van (Finistère)